# 超級銀河格鬥
《超級銀河格鬥》，（日语：ウルトラギャラクシーファイト），為圓谷製作於2019年9月29日開始在YouTube官方頻道「ULTRAMAN OFFICIAL」頻道及旗下影視平台「TSUBURAYA IMAGINATION」播出的特攝網路劇集，屬超人力霸王系列。
該系列目前共製作三季，也是該公司歷史上第一部於YouTube獨家發行的原創作品。

## 《超級銀河格鬥 新世代英雄》
《超級銀河格鬥 新世代英雄》（英文名稱：ULTRA GALAXY FIGHT NEW GENERATION HEROES）是該系列的第一部作品，於2019年9月29日至12月22日每週日10:00（JST）播映。每集時長約5分鐘，共13話，並分為日文版和英文配音版同步於全球發行，本作為超人力霸王大河的前傳作品，標題「新世代英雄」為『超人力霸王銀河』到『超人力霸王羅布』的主要超人力霸王戰士的集結，更加擴大該系列的世界觀。
發佈會於2019年7月25日在太陽城舉辦的「超人力霸王祭2019」活動中進行，其中坂本浩一將擔任導演一職，除了上述超級戰士外，來自其他媒體，本作還首次登場馬來西亞原創超人力霸王-超人力霸王利布特，以及早前登場於CR柏青哥平台以及舞台劇的力霸黑暗殺手等作為作品的亮點。

### 企劃
在企劃階段，就已決定從《銀河》到《R/B》的超人力霸王戰士，以及力霸黑暗殺手，黑暗捷德與黑暗X的登場，且將故事與《大河》聯繫起來，由於作為一個發行作品，而不是像坂本浩一之前負責的《超級勝利格鬥》和《超級Orb格鬥》那樣的小型OVA，因此針對中國與全球意識的海外擴張也成為該作的規劃意向。與普通的系列不同，變身前的人間體將不會出現，是以單純的超人力霸王角色，使得在任何海外國家都可以通過配音暸解其資訊。
故事中每個新世代英雄之間的關係都是根據過往的作品視為正史所描繪。由於該作是《大河》的前日談，因此該作與也與大河的父親太郎息息相關，另外由於超人力霸王傑洛10週年，所以劇情定向也以傑洛為中心展開，此外關於女超人力霸王格莉喬，故事被總結為通過作品的發展成長，而不僅僅是作為吉祥物的存在。此外，圓谷製作所提出追加的超人力霸王利布特（Ultraman Ribut）是出於對海外擴張的預期而提出的驚喜。 由於正役角色人數眾多，因此在敵役也新增多數角色等。

### 迴響
在續作《巨大的陰謀》宣布開拍前10個月前，海外YouTube頻道累計觀看次數便以突破4000萬，其中在中國的觀看次數則超過1億。

### 故事大綱
黑暗路基艾爾、艾塔爾加…過去的宿敵不斷復甦！ 還有謎一樣的黑暗超人力霸王們——黑暗超人力霸王X和黑暗超人力霸王捷德！
被稱作超人黑暗殺手的黑暗魔人，具有創造黑暗超人戰士的能力。超人力霸王傑洛和超人女孩格麗喬落入了黑暗殺手之中！ 為了解決這場危機，超人力霸王太郎召集了“新世代英雄”，超人力霸王銀河、勝利、X、歐布、捷德、羅索、布魯，以及銀河救援部隊的超人力霸王利布特作為輔助。 “新生代英雄”與“黑暗軍團”之間的戰鬥即將開始！

### 登場英雄角色
- 超人力霸王銀河 - 根岸拓哉
- 超人力霸王勝利 - 宇治清高（日语：宇治清高）
- 超人力霸王X - 高橋健介（日语：高橋健介 (俳優)）
- 超人力霸王Orb - 石黒英雄
- 超人力霸王捷德 - 濱田龍臣
- 超人力霸王羅索 - 平田雄也
- 超人力霸王布魯 - 小池亮介（日语：小池亮介）
- 女超人力霸王格莉喬 - 其原有沙（日语：其原有沙）
- 超人力霸王太郎 - 石丸博也
- 超人力霸王傑洛 - 宮野真守

### 超人力霸王利布特
原文： / Ultraman Ribut（駒田航 /Iain Gibb 聲演）
於本作首次以皮套形象登場，原是2014年圓谷與馬來西亞動畫工作室les copaque 所合作推出的超人力霸王，也是系列首位來自亞洲其他地區的海外超人展示。設定中從宇宙的災厄中拯救、守護生命的組織「銀河救援隊」所屬的成員。
經常與銀河救援隊的團隊們在宇宙各地負責保護和拯救需要幫助的無辜受害者，和索拉是青梅竹馬。
胳膊和腿上附有特殊的「G水晶」，同時也有著自己獨特的戰鬥技巧，在左臂上裝備了一種名為「利布特盾牌」的盾牌，其名稱「利布特」這個名字在馬來語中的意思是“風暴”，顧名思義就是像風暴一樣快速移動和飛行來躲避對手的攻擊。
- 年齡：5700歲
- 身高：40公尺（動畫版設定50公尺）
- 體重：37000噸
- 飛行速度：9馬赫
- 移動速度：3馬赫
- 水下速度：2馬赫
- 潛地速度：1.5馬赫
- 跳躍力：900公尺
- 握力：57000噸

原先該角色僅在海外動畫《Upin & Ipin》第8季中客串出演，因此在日本的知名度並不高，但自從出現在《超級銀河格鬥》中後，在日本的曝光率有所增加，自第二部《巨大的陰謀》開始，他開始成為該作品的主要角色之一。
在其他作品的登場
- 特利迦奥特曼（首度以人間體型態登場）

### 敵役角色
- 超人黑暗殺手（Ultra Dark-Killer）（CV:外島孝一）

初次登場於2012年舞台劇與CR柏青哥平台，是被超人六兄弟所打倒的怪獸、宇宙人的怨念集合後誕生的黑暗巨人。在超人力霸王托雷基亞的協助下所復活。
能夠可以奪取超人力霸王戰士的光之能量，與殺手等離子融合後創造出黑暗超人。
最後與眾新世代英雄最終形態交戰，吸收了四隻黑暗超人體之後巨大化。然而最終被銀河勝利的新世代炸彈徹底消滅。
- 黑暗超人力霸王X（Ultraman Geed Darkness）

超人黑暗殺手在奪取超人力霸王X的光之能量後，與殺手等離子融合製造出的黑暗戰士。模樣與X相同，能夠使用黑暗哥莫拉裝甲。
- 黑暗超人力霸王捷德（Ultraman Geed Darkness）

超人黑暗殺手在奪取超人力霸王捷德的光之能量後，與殺手等離子融合製造出的黑暗戰士。模樣與捷德原始形態相同。
- 黑暗超人力霸王Orb（Ultraman Orb Darkness）

超人黑暗殺手透過黑暗X與黑暗捷德從Orb奪取的光之能量，與殺手等離子融合製造出的黑暗戰士。
由於超人力霸王勝利的及時趕到導致光之能量的吸收中斷，最後僅作為半成品的存在，外貌與歐布起源相同，能夠使用與Orb聖劍相似的黑暗聖劍。
- 黑暗超人力霸王傑洛（Ultraman Zero Darkness）

超人黑暗殺手在奪取超人力霸王傑洛的光之能量後，與殺手等離子融合製造出的黑暗戰士。擁有著與黑暗傑洛相似的外貌，也是傑洛過去創傷的具現化。
其他登場怪獣・宇宙人
- 海底原人ラゴン
- 冷凍怪獣ペギラ
- 超人力霸王托雷基亞
- 初代雷德王（レッドキング）
- 二代目雷德王（レッドキング）

### 製作團隊
- 監修 - 塚越隆行
- 企劃 - 黒澤桂、南谷佳
- 製作人 - 小西潤、金光大輔
- 生產製作人 - 石野仁子
- 編集 - 村上裕介
- 撮影監督 - 野澤啓
- 照明 - 河原真一
- 美術 - 有働英雄
- 視覚効果 - 三輪智章
- 行動協調員 - 岡野弘之
- 動作定點員 - 岩上弘数
- 角色設計 - 後藤正行、竹内純
- 助監督 - 作野良輔、福田和弘、竹内祐一
- 助理製作人- 丹澤香菜子
- 制作協力 - VISTA
- 協力 - アクション キャスタッフ、キャトル、極楽映像社、デジタルSKIPステーション、日本映像クリエイティブ、B.O.S Action Unity、マーブリング・ファインアーツ、マックレイ
- 特別協力 - 萬代、萬代魂
- 脚本 - 足木淳一郎
- 監督 - 坂本浩一
- 製作・著作 - 圓谷製作

皮套演員
- 岩田栄慶
- 岡部暁
- 桑原義樹
- 石川真之介
- 力丸佳大
- 大村将弘
- 稲庭渉
- 永地悠斗
- 大久保洸成
- 安達仁美
- 丸田聡美
- 原隆太
- 松岡航平
- 鈴木大樹
- 本田光騎

#### 主題曲
「Ultra Spiral」
作詞 - TAKERU、瀬下千晶 / 作曲・編曲 - 小西貴雄 / 歌 -  voyager（音樂團體）

#### 插入曲
- 「ウルトラマンギンガの歌 2015」

作詞 - 田靡秀樹、岡崎聖 / 作曲・編曲 - 小西貴雄 / 歌 -  Voyager with 光&翔 feat.Takamiy
- 「すすめ!ウルトラマンゼロ」

作詞 - 田靡秀樹 & 山口智大 / 作曲・編曲 - 小西貴雄 / 歌 - Voyager
- 「Hands」

作詞 - 園田健太郎 / 作曲・編曲 - 園田健太郎、伊藤翼 / 歌 - 大石昌良
- 「オーブの祈り」

作詞・作曲 - 高見沢俊彦 / 編曲 - 高見沢俊彦 with 本田優一郎 / 歌 - 水木一郎 with Voyager
- 「ウルトラマンX」

作詞 - おちまさと / 作曲・編曲 - 小西貴雄 / 歌 - Voyager feat.大空大地
- 「GEEDの証」

作詞 - 六ツ見純代 / 作曲・編曲 - 川井憲次 / 歌 - 朝倉陸 with Voyager
- 「ウルトラマンビクトリーの歌」

作詞 - 岡崎聖 / 作曲・編曲 - 小西貴雄 / 歌 - Voyager
- 「Ready To Beat」

作詞 - 金光大輔 / 作曲・編曲 - ハマサキユウジ / 歌 - MIKOTO、海弓首里
- 「Over The Horizon」

作詞 - 金光大輔 / 作曲・編曲 - ハマサキユウジ / 歌 - Voyager
- 「キラメク未来 〜夢の銀河へ〜」

作詞 - 田靡秀樹 / 作曲・編曲 - 小西貴雄 / 歌 - Voyager

## 《超級銀河格鬥 巨大的陰謀》
《超級銀河格鬥 巨大的陰謀》（英文名稱：ULTRA GALAXY FIGHT THE ABUSOLUTE CONSPIRACY）是該系列的第二部作品，於2020年11月22日至2021年1月31日10:00（JST）每週日播映，為「ULTRAMAN OFFICIAL」頻道訂閱100萬人記念作品。
本作為《超級銀河格鬥 新生代英雄》的续作，讲述了发生在《劇場版:超人力霸王大河》之后、《超人力霸王Z》之前的时间线所发生的故事，共分為三章。最終回播映後也暗示新系列的製作告知。

### 製作
擔任此作品導演的坂本浩一表示，《巨大的陰謀》的製作目的是為了回應《新生代英雄》的迴響，以及英語配音的成功在YouTube的人氣趨勢。鑑於之前的幾部作品都有著「節慶」的外觀，此次的劇集則是選擇專注於不同時代的超人力霸王的故事。因此這個系列被分成了三個章節。並受到太空歌劇主題的靈感及周年紀念，同時也進一步發揮舊有超人力霸王戰士的角色發展。
儘管迷你劇的製作早已開始，但圓谷製作於2020年8月20日宣布《絕對的陰謀》製作的消息，同日，他們的YouTube頻道獲得了YouTube創作者獎。

### 故事大綱
第一章
描述了「銀河救援隊」的精锐成員「超人力霸王利布特」過去還是文明观察员前的經歷。利布特和超人力霸王馬克斯一同到達一個行星，感受到了異樣的氛圍，但他們卻陷入了復仇心懷的敵人設下的陷阱。為了保護利布特，馬克斯自己陷入了危機，同時，超人力霸王80、尤莉安和索拉在伽農行星也遭到了魯格賽特的襲擊。
這一切揭開了一場巨大陰謀的序幕，並涉及到一個神秘的黃金巨人的暗中活動。利布特能夠拯救馬克斯，擊退敵人的威脅嗎？
第二章
數萬年前發生超級大戰爭的時代。超人健與超人力霸王貝利亞與邪惡的宇宙人和怪獸進行激烈戰鬥。健譴責貝利亞對敵人毫不留情的攻擊方式，但貝利亞似乎對此置若罔聞。在安培拉星人領導的怪獸軍團和光之國的對抗中，健和貝利亞都表現出色，取得了可觀的戰功，並獲得了應有的榮譽和地位。
雖然他們是一起作戰的戰友，但不知何時健被任命為宇宙警備隊隊長。相比之下，貝利亞無法接受實力、地位等方面的差距擴大，產生了嫉妒之情。他渴望獲得更強大的力量，開始陷入狂暴狀態......就在那個時候，神秘的黃金巨人塔爾塔洛斯出現了。
第三章
在擊敗格里姆德並與工藤優幸分離後，超人力霸王大河率領的三人小隊在宇宙中進行著刻苦修行。然而，他們面臨著名為「宇宙恐魔人傑特」的強大敵人的襲擊。在召喚出所有的傑頓並迎戰恐怖魔人傑特之前，三人小隊陷入了絕境！為了對抗在幕後操縱一切事件的黃金巨人，超人力霸王傑洛等人開始了新的對抗策略。
隨後，宇宙警備隊的新人，超人力霸王Z也加入了可靠的前輩超人力霸王梅比斯等人的行列。於是，一場巨大的陰謀開始展開......！

### 登場英雄角色
首度登場角色
- 索拉（Ultrawoman Sora）（CV：潘惠美 / ルミコ・バーンズ聲演）

首度登場於2018年舞台劇《超人力霸王嘉年華--兄弟~勇者們的紐帶~》，來自M78星雲光之國的藍族居民，也是系列史首個由舞台劇角色轉為正史角色的女性超人。
性格溫柔和善，也是超人力霸王利布特的青梅竹馬，同時也是一位小發明家，具有極高的歌唱天賦及天才智力。
在本作中作為尤莉安公主的隨從來到行星伽農拜訪身為銀河救援隊一員的伊薩那女王，卻突然遭到了魯格賽特的突襲，後被趕到的80所救。後協助希卡利製作戈迪斯細胞的抗體，幫助利布特拯救了馬克斯，最終與利布特一同加入銀河救援隊。
其他登場角色
（以初次登場章節出場順序作為排序分類。）
第一章
- 超人力霸王傑洛- 宮野真守 / Jack Merluzzi聲演[17]
- 超人力霸王利布特- 駒田航 /Iain Gibb 聲演
- 超人力霸王馬克斯-  中井和哉 / マックスウェル・パワーズ 聲演[18]
- 超人力霸王傑諾- 岩崎諒太/ イアン・ギブ 聲演
- 超人力霸王80- 長谷川初範 /イアン・ギブ 聲演[19]
- 尤莉安- 戸松遥 /ハンナ・グレース 聲演
- 超人力霸王太郎- 石丸博也/ 森久保祥太郎（年輕時）/Bill Sullivan聲演
- 佐菲- 田中秀幸 / 武内駿輔（年輕時） / ライアン・ドリース 聲演
- 超人力霸王希卡利- 難波圭一 /クリス・ウェルズ 聲演
- 超人力霸王葛雷- 関智一 /エリック・ケルソー 聲演
- 超人力霸王帕瓦德- 森川智之 /ケイン・コスギ 聲演
- 超人力霸王涅歐斯- 八塚竜也 / ジェフ・マニング 聲演
- 超人七號21- 松本健太（日语：松本健太）  / ジョシュ・ケラー聲演
- 超人力霸王高斯- 杉浦太陽 / ピーター・ヴァン・ガム 聲演
- 超人力霸王正義- 潘惠美 / ルミコ・バーンズ聲演
- 超人力霸王尊王
- 雷杰多奥特曼- 潘惠美、杉浦太阳聲演
- 安德魯美洛斯 -  山口智大（日语：山口智広） 聲演

第二章
- 超人力霸王貝利亞- 小野友樹 /  ジャック・マルジ聲演
- 超人力霸王健（超人力霸王之父）-  飯島肇（日语：飯島肇）  / アレクサンダー・ハンター聲演
- 女超人力霸王瑪莉（超人力霸王之母）-  三森鈴子  / ハンナ・グレース聲演
- 超人力霸王特雷基亞- 内田雄馬 / マイケル・リース聲演[20]
- 超人力霸王
- 超人七號
- 超人力霸王傑克
- 超人力霸王衛司

第三章
- 超人力霸王Z- 畠中祐 / ピーター・ヴァン・ガム聲演
- 超人力霸王大河- 寺島拓篤/ マシュー・まさる・バロン聲演
- 超人力霸王泰塔斯- 日野聰/ ジェフ・マニング聲演
- 超人力霸王風馬- 葉山翔太（日语：葉山翔太）/ クリス・ウェルズ聲演
- 女超人力霸王格莉喬- 其原有沙（日语：其原有沙） /Rumiko Varnes聲演
- 超人力霸王梅比斯- 福山潤 / マックスウェル・パワーズ聲演
- 超人力霸王喬伊亞斯- 金光宣明 / ライアン・ドリース聲演

### 敵役角色
究極生命體
- 阿布索留特塔爾塔羅斯（Absolute Tartarus）

聲優：諏訪部順一
首度登場自《超級銀河格鬥系列》的原創角色，身披金色鎧甲，屬於阿布索留特人一族的戰士，自稱為宇宙最強的「究極生命體」，其名字來源於古希臘神話的地獄塔爾塔羅斯。他掌控着一種被稱為「納拉克」（Narak）的異次元空間，能夠自由地穿梭各個平行宇宙的時間線。並擅長出其不意的攻擊，並對於超人力霸王的存在相當感興趣。
其目的是打算將光之國變成自己的新母星，構建一座全新的「王國」，為此自故事一開始，他對超人力霸王們表示「希望你們消失」並實際上試圖消滅而表現出對他們的敵意。同時，他也對光之國表示讚嘆，稱其「美麗動人」，不知何故，他只有對尤莉安不加以殺害，而是企圖生擒她帶走。
《巨大的陰謀》
了實現自己的計劃，他利用自身特殊的能力在各個時代都活躍，甚至宇宙警備隊也對他的存在感到威脅。同時，他透過在過去時間點創造分歧，從新的可能性中帶來貝利亞和特雷基亞的平行時空同位體。他的野心行為被視為「即將開啟一個涉及所有戰亂世界的序幕」，在M78世界和其他平行世界的超人力霸王宇宙中，他被視為引發有史以來最大危機的存在。
在這之後，他綁架了尤莉安並向在場的超人力霸王戰士宣告了阿布索留特人的陰謀。
《命運的衝突》
他帶領雷伯特斯並成功復活了亡靈吉娜，使她收集惡魔碎片。隨後取得了千兆格鬥儀並返回王國。為了消除一切可能的威脅，他派遣泰坦前往行星巴比爾，尋找傳說中的諾亞蹤跡。
隨著超人力霸王一族變得越來越強大，他感到事態不妙而向光之國發出最後通牒，要求交出光之國，否則尤莉安將被處決。然而，他不知道阿斯特拉已經透過納拉克的蹤跡成功揭示王國的位置。並解救了被困的尤莉安和雷古洛斯，當塔爾塔羅斯領導下的王國部隊追趕冰雪星的他們時，光之國的支援隊已經在那裡等待，雙方因而爆發大戰。
由於王國方面完全不敵光之國，他發射了足以摧毀整顆行星的光線，但當光線和出現的尊王之光相互交織時，形成了一個蟲洞。他、利布特和仍處於心臟狀態的迪亞波羅被吸入其中，傳送到了特利卡所在宇宙的地球。
《超人力霸王特利卡》
因覬覦永恆之核的能量而留在特利卡所在的宇宙，在TPU的調查中發現含有強大的粒子能量。但在利布特、特利卡及GUTS-Select的組織下失敗，最後決定放棄永恆之核而撤退。

### 製作團隊
- 監修 - 塚越隆行
- 製作統括 - 永竹正幸
- 製作 - 隠田雅浩
- 企劃 - 黒澤桂、南谷佳
- 製作人 - 小西潤、金光大輔
- 生產製作人 - 石野仁子
- 制作協力 - VISTA
- 音楽製作人 - 鈴木俊太郎
- 脚本 - 足木淳一郎
- 監督 - 坂本浩一
- 製作・著作 - 圓谷製作
- 編集 - 村上裕介
- 撮影監督 - 野澤啓
- 照明 - 河原真一
- 美術 - 小林巧
- 視覚効果 - 三輪智章
- 行動協調 - 岡野弘之
- 動作協調 - 岩上弘数
- 角色設計 - 後藤正行、竹内純、脇貴彦
- 劇中設計 - 井野元大輔
- 助監督 - 竹内祐一、奥野竜也

皮套演員
- 石川真之介
- 力丸佳大
- 大村将弘
- 稲庭渉
- 大久保洸成
- 矢倉翔太
- 安達仁美
- 片岡大知
- 宮永悠都
- 坂口俊昭
- 岩上弘数
- 原隆太
- 古屋貴士
- 中山甲斐
- 鈴木大樹
- 佐伯啓
- 松岡航平
- 本田光騎
- 本多翼
- 丸山貢治
- 齋藤真矢
- 工藤舞人
- 代田明子

### 樂曲

#### 片頭曲
「ZERO to INFINITY」
作詞・歌 - 宮野真守 / 作曲 - Erde、Daniel Durn、Katrine"Neya"Klith / 編曲 - Erde

#### 片尾曲
エンディング「RESTART」
作詞 - TAKERU、瀬下千晶 / 作曲・編曲 - 小西貴雄 / 歌 - Voyager

#### 插入曲
「ウルトラマン80」 (Episode1)
作詞 - 山上路夫 / 作曲・編曲 - 木村昇 / 歌 - TALIZMAN
「ウルトラマンネオス TYPE 2001」 (Episode2)
作詞 - 松井五郎 / 作曲 - 鈴木喜三郎 / 編曲 - 大門一也 / 歌 - Project DMM
「Spirit」 (Episode2)
作詞 - 松井五郎 / 作曲 - KATSUMI / 編曲 - 小西貴雄 / 歌 - Project DMM
「ウルトラマンマックス」 (Episode3)
作詞 - 及川眠子 / 作曲・編曲 - 高梨康治 / 歌 - TEAM DASH with Project DMM
「ウルトラ六兄弟」 (Episode6)
作詞 - 阿久悠 / 作曲 - 川口真 / 編曲 - 山本健司 / 歌 - Project DMM
「Blue Spinning」 (Episode7)
作詞 - 金光大輔 / 作曲・編曲 - ハマサキユウジ / 歌 - 海弓首里
「ザ☆ウルトラマン」 (Episode7)
作詞 - 阿久悠 / 作曲・編曲 - 宫内国郎 / 歌 - 佐佐木功、日本古倫美亞音羽搖籠會
「Buddy, steady, go!」 (Episode8)
作詞・歌 - 寺島拓篤 / 作曲・編曲 - 渡部チェル
「ウルトラマンメビウス」 (Episode9)
作詞 - 松井五郎 / 作曲 - 鈴木喜三郎 / 編曲 - 京田誠一 / 歌 - Project DMM with 超級防衛隊
「Ultra Spiral」 (Episode9)
作詞 - TAKERU、瀬下千晶 / 作曲・編曲 - 小西貴雄 / 歌 - Voyager

## 《超級銀河格鬥 命運的衝突》
《超級銀河格鬥 命運的衝突》（英文名稱：ULTRA GALAXY FIGHT THE DESTINATED CROSSROAD）是該系列的第三部作品。與之前的系列不同，本作會率先於圓谷線上觀看服務平台「TSUBURAYA IMAGINATION」的原創作品獨家發行（海外則由官方海外專屬平台「Ultraman Connection」發行）。正式播出日期為2022年4月29日（日本）及2022年5月28日（海外）。2021年12月27日，圓谷在Youtube頻道釋出英文版及日語版的序章。2022年11月20日起，圓谷在Youtube頻道每星期分別上載一集英文版及日語版。
該部是從第二部作品延續的世界觀直接續集，描繪了超人力霸王戰士和阿布索留特人一族之間的衝突。時間序列則是在《超人力霸王Z》結局後至《超人力霸王特利卡》第14集之前。

### 登場英雄角色
- 超人力霸王傑洛- 宮野真守
- 超人力霸王利布特- 駒田航
- 超人力霸王銀河 - 根岸拓哉
- 超人力霸王勝利 - 宇治清高（日语：宇治清高）
- 超人力霸王X - 高橋健介（日语：高橋健介(俳優)）
- 超人力霸王Orb - 石黒英雄
- 超人力霸王捷德 - 濱田龍臣
- 超人力霸王羅索 - 平田雄也
- 超人力霸王布魯 - 小池亮介（日语：小池亮介）
- 超人力霸王羅布 - 平田雄也、小池亮介（日语：小池亮介）
- 女超人力霸王格莉喬- 其原有沙（日语：其原有沙）
- 超人力霸王大河- 寺島拓篤
- 超人力霸王泰塔斯- 日野聰
- 超人力霸王風馬- 葉山翔太（日语：葉山翔太）
- 超人力霸王Z- 畠中祐
- 超人力霸王- 櫻井孝宏
- 佐菲- 武内駿輔
- 超人七號-東地宏樹
- 超人力霸王傑克- 三木眞一郎
- 超人力霸王艾斯-関智一
- 超人力霸王太郎-森久保祥太郎
- 超人力霸王雷歐-細谷佳正
- 阿斯特拉-水島大宙
- 超人力霸王之父-飯島肇（日语：飯島肇）
- 超人力霸王之母-三森鈴子
- 超人力霸王尊王-檜山修之
- 超人力霸王80- 長谷川初範
- 尤莉安- 戸松遥
- 超人力霸王梅比斯-福山润
- 超人力霸王希卡利/ 猎手骑士剑 - 難波圭一
- 超人力霸王傑諾- 岩崎諒太
- 超人七號21- 松本健太（日语：松本健太）
- 超人力霸王喬伊亞斯- 金光宣明
- 超人力霸王史考特- 古谷徹
- 超人力霸王查克- 寺杣昌紀
- 女超人力霸王貝絲- 瀬戸麻沙美
- 超人力霸王傑斯-村上洋（日语：村上ヨウ）
- 超人力霸王耐斯-宮坂健一（日语：宮坂ひろし）
- 超人力霸王男孩-河津香賀美
- 超人力霸王迪卡（幻象形式）
- 超人力霸王帝納（幻象形式）
- 超人力霸王蓋亞（幻象形式）
- 超人力霸王高斯-杉浦太阳
- 超人力霸王正義/索拉- 潘惠美
- 超人力霸王诺亚/奈克瑟斯
- 安德魯美洛斯 -  山口智大（日语：山口智広）
- 戰神（伊薩娜女王） - 真堂圭
- 超人力霸王貝利亞- 小野友樹
- 超人力霸王特雷基亞- 内田雄馬
- 超人力霸王特利卡（片尾客串）

### 敵役角色

##### 究極生命體
- 阿布索留特迪亞波羅（Absolute Diavolo）

聲優：小川輝晃
登場自《超級銀河格鬥系列》的第二位究極生命體成員，屬於阿布索留特人一族，擁有號稱宇宙最強的「宇宙幻獸拳(コスモ幻獣拳)」，必殺技則是「剛力破牛拳」。其名稱意為「絕對的惡魔」。
他擁有著粗魯野蠻的性格，和塔爾塔洛斯同等級的實力，過去以化名迪亞斯，以流浪武術家的身份前往D60學習宇宙幻獸拳，並與馬格瑪星人串通了侵略計畫，其目的則是竊取宇宙幻獸拳最強的力量。當所有的幻獸鬥士都被殲滅後，他獲得了阿魯德大師的「剛力破牛拳」，並將雷古洛斯綁架而離開了D60。
《命運的衝突》
他在異空間向試圖救援尤莉安的眾超人力霸王戰士進行阻攔。並決定下手殺死尤莉安，但被掙脫束縛的雷古洛斯擊退。隨後，在冰雪星上的全面衝突中，迪亞波羅遭遇到同樣使用宇宙幻獸拳的雷古洛斯、雷歐和阿斯特拉。由於迪亞波羅對於殺死阿魯迪大師的仇恨，他遭到憤怒的雷古洛斯和雷歐兄弟的圍攻，最終死於三位超人力霸王聯手發出的宇宙幻獸·帝王強襲。肉身僅存擁有復活能力的心臟仍存
後來，當塔爾塔洛斯發射足以摧毀整顆行星的光線與現身的尊王的光線相互交織時形成蟲洞。將塔爾塔洛斯、利布特和仍處於心臟狀態下的迪亞波羅吸入其中，傳送到了特利卡所在宇宙的地球。
在地球上復活的迪亞波羅被提醒自己的復活次數僅剩5次，並決定暫時留在地球上，以搶奪永恆之核的能量為目標。
《超人力霸王特利卡》
該角色則率先於第14及15話登場，因覬覦永恆之核的能量而來到特利卡所在的宇宙，在TPU的調查中發現含有強大的粒子能量。但在利布特、特利卡及GUTS-Select的組織下，最終失敗並再次消耗阿布索留特之心，並在塔爾塔洛斯的勸說下迪亞波羅放棄永恆之核而撤退。
- 阿布索留特泰坦（Absolute Titan）

聲優：小川輝晃
登場自《超級銀河格鬥系列》的第三位究極生命體成員，屬於阿布索留特人一族，右手拿着和古羅馬戰士相似的黃金之劍，是暫時唯一持有武器的究極生命體。他擁有身為戰士的榮譽感，與性格相反的迪亞波羅不和。
在《ULTRA GALAXY FIGHT 運命の衝突 × TAMASHII NATION ONLINE 2021》的網絡節目中首次登場。
《命運的衝突》
最初登場時，他與迪亞波羅一同對來到王國的平行世界貝利亞和平行世界托雷基亞發出挑釁。在塔爾塔洛斯計畫中，他和迪亞波羅前去奪取永恆核心的力量時，他在一旁表現出極度不屑的態度。隨後，他被派往行星巴別爾尋找超人力霸王諾亞的任務，但卻被其他超人力霸王戰士攔截。然而，當諾亞的意識出現並召喚出納克斯對在場的所有人展開無差別攻擊時，泰坦欲擊殺納克斯卻被重創。他與利布特困於美塔領域中，為了生存只好與利布特臨時聯手。
當兩人透過合作成功逃離美塔領域後，他才得知諾亞攻擊眾人的目的是為了調和超人力霸王與阿布索留特一族之間的矛盾，希望以和平方式解決問題，但因為立場原因，泰坦暫時不打算接受利布特的善意，並因無意戰鬥而提前離開戰場。
當超人力霸王們與阿布索留特一族首次全面衝突時，他再次與利布特交鋒。然而，他由於心懷猶豫並未全力戰鬥，最終失去了戰意並撤退。

### 其他
- 女超人力霸王黑暗格莉喬（Ultrawoman Grigio Darkness） CV：其原有沙（日语：其原有沙）

首次登場於新世代超人系列舞台劇，超人黑暗殺手在奪取女超人力霸王格莉喬的光之能量後，與殺手等離子融合製造出的黑暗戰士。模樣與格莉喬相同，出現於「超級銀河格鬥 命運的衝突」預告内。
- 幻影宇宙女王·亡靈吉娜（Gina Spectre） CV：七瀬彩夏

是古亞軍團亡靈莫爾德和亡靈宙達的妹妹，人類型態首次在超人X的第13及14話登場，而在本輯「超級銀河格鬥 命運的衝突」内則首次以宇宙人型態出現，亦是在官方Twitter平台與究極生命體泰坦同時公佈的新角色。
- 百特星人（Alien Bat）（CV：田久保宗稔）

- 亡靈魔導士雷伯特斯（Reibatos）（CV：金子波利井（日语：かねこはりい））
- 妖麗戰士卡露蜜拉（Carmeara）：片尾客串
- 剛力鬥士達貢（Darrgon） ：片尾客串
- 俊敏策士修朵拉姆（Hudram） ：片尾客串

### 製作

#### 戲服演員
- 岩田栄慶
- 石川真之介
- 稲庭渉
- 大久保洸成
- 大村将弘
- 岡部暁
- 片岡大知
- 神谷洸太
- 桑原義樹
- 齊藤辰馬
- 高橋舜
- 永地悠斗
- 福島弘之
- 福田憲文
- 丸田聡美
- 矢倉翔太
- 岩上弘数
- 野川瑞穂
- 安川桃香
- 久松宥希
- 河津香賀美
- 原隆太
- 古屋貴士
- 佐伯啓
- 本田光騎

#### 製作人員
- 監修 - 塚越隆行
- 製作統括 - 永竹正幸
- 製作 - 隠田雅浩
- 企画 - 黒澤桂、南谷佳
- 製作人 - 小西潤、金光大輔
- 執行製片人 - 石野仁子
- 製作協力 - VISTA
- 編集 - 村上裕介
- 撮影監督 - 野澤啓
- 照明 - 河原真一
- 美術 - 中原佑典
- 視覚効果 - 三輪智章
- 行動協調員 - 岡野弘之
- 線行動協調員 - 岩上弘数
- 助監督 - 竹内祐一、奥野竜也、福田和弘
- 角色設計- 後藤正行、竹内純、脇貴彦
- 劇中設計 - 井野元大輔
- 脚本 - 足木淳一郎
- 監督 - 坂本浩一
- 製作・著作 - 圓谷製作

英語版配音
- 音響監督 - ミゲール・リーヴァスミクー
- 音響制作 - ポニーキャニオンエンタープライズ
- 音響制作担当 - 竹村崇史、鈴木里美
- 翻訳 - MHRプランニング

### 樂曲

#### 片頭曲
- 「Now or Never!」

作詞・作曲・編曲 - Yocke / 歌 - 鈴木木乃美  from the Ultra League

#### 片尾曲
- 「Super nova」

作詞 - 金光大輔 / 作曲・編曲 - 久下真音 / 歌 - 矢野水音

#### 插入曲
- 「Touch the Fire」（プロローグ編）

作詞 - KATSUMI / 作曲・編曲 - 大門一也 / 歌 - Project DMM
- 「ECLIPSE」（プロローグ編）

作詞・作曲 - KATSUMI / 編曲 - 大門一也 / 歌 - Project DMM
- 「ウルトラマンナイス」（Episode2）

作詞 - 里乃塚玲央 / 作曲 - 小杉保夫 / 編曲 - MANTA / 歌 - Project DMM
- 「Ultra Spiral」（Episode3）

作詞：TAKERU、瀬下千晶 / 作曲・編曲：小西貴雄 / 歌：Voyager
- 「フュージョンライズ！」（Episode3）

作詞：金光大輔 / 作曲・編曲：ハマサキユウジ / 歌：Voyager
- 「Blue Spinning」（Episode3）

作詞：金光大輔 / 作曲・編曲：ハマサキユウジ / 歌：海弓首里
- 「Buddy,steady,go!!」（Episode3）

作詞・歌：寺島拓篤 / 作曲・編曲：渡部チェル
- 「オーブの祈り(voyager version)」（Episode3）

作詞・作曲 - 高見沢俊彦 / 編曲 - 高見沢俊彦 with 本田優一郎 / 歌 - Voyager
- 「超勇者BUDDY GO!」（Episode4）

作詞 - 真崎エリカ / 作曲 - 本多友紀（Arte Refact） / 編曲 - 脇眞富（Arte Refact） / 歌 - 超人力霸王大河（CV.寺島拓篤）
- 「時の中を走りぬけて」（Episode5,6）

作詞 - 阿久悠 / 作曲 - 都倉俊一 / 編曲 - 風戸慎介 / 歌 -  石原慎一 / 和聲歌手 - Koorogi '73
- 「ZERO to INFINITY」（Episode6）

作詞・歌 - 宮野真守 / 作曲 - Erde、Daniel Durn、Katrine"Neya"Klith / 編曲 - Erde
- 「すすめ!ウルトラマンゼロ」（Episode6）

作詞 - 田靡秀樹 & 山口智大 / 作曲・編曲 - 小西貴雄 / 歌 - Voyager
- 「戦え! ウルトラマンレオ」（Episode6）

作詞 - 阿久悠 / 作曲・編曲 - 川口真 / 歌 - 秀夕樹
- 「Promise for the future」（Episode9,10）

作詞 - マイクスギヤマ / 作曲 - 渡辺徹 / 編曲 - ats-,清水武仁&渡辺徹 (Blue Bird’s Nest) / 歌 - 畠中祐

## 備註
1. ↑  @tsuburayaprodの2019年9月25日のツイート、. Retrieved 2019年9月26日.
2. ↑  . 魂ウェブ.   [2020-10-01]. （原始内容存档于2019-10-16）.
3. 1 2  宇宙船YB2020 2020，第26-27頁，「ウルトラギャラクシーファイト ニュージェネレーションヒーローズ」
4. 1 2  . 電撃ホビーウェブ.   [2020-10-01]. （原始内容存档于2023-04-02）.
5. 1 2  . 円谷ステーション. 円谷プロダクション.   [2020-10-01]. （原始内容存档于2023-04-02）.
6. 1 2  TSUBURAYA Walker 2019，第37-39頁，「INTERVIEW 坂本浩一（『ウルトラギャラクシーファイト』監督）」
7. 1 2  超全集 2020，第91頁，「監督インタビュー 坂本浩一監督」
8. 1 2  超大全 2019，第74-75頁，「『ウルトラギャラクシーファイト ニュージェネレーションヒーローズ』坂本浩一インタビュー」
9. ↑  ゼロVSベリアル 2020，第76-77頁，「CREATION of ZERO ゼロを作りし者たち Interview 坂本浩一[監督]」.
10. ↑  . アニメージュプラス. 2020-08-20  [2020-12-30]. （原始内容存档于2022-07-17）.
11. ↑  宇宙船171 2020，第82-83頁，「インタビュー 坂本浩一」
12. ↑  . 音楽ナタリー. ナターシャ. 2020-08-22  [2020-08-22]. （原始内容存档于2023-08-13）.
13. 1 2  . 円谷ステーション. 円谷プロダクション. 2020-08-20  [2020-10-01]. （原始内容存档于2020-08-20）.
14. ↑  円谷プロダクションの2021年1月31日のツイート、. Retrieved 2021-01-31.
15. ↑  宇宙船YB2021 2021，第28-30頁，「ウルトラギャラクシーファイト 大いなる陰謀」
16. ↑  Z完全超全集 2021，第121頁，「ウルトラマンZ監督インタビュー 坂本浩一監督」
17. ↑  . 円谷プロダクション.   [2020-12-06]. （原始内容存档于2021-02-02）.
18. ↑  フィギュア王273 2020，第18-19頁，「これが仮面の下のトレギアの素顔だ！ ウルトラギャラクシーファイト 大いなる陰謀」
19. ↑  . 円谷ステーション. 円谷プロダクション. 2020-09-24  [2020-10-01]. （原始内容存档于2022-05-27）.
20. ↑  . 円谷ステーション. 円谷プロダクション. 2020-10-23  [2020-10-23]. （原始内容存档于2023-04-02）.
21. ↑  . animageplus.jp.   [2023-06-07]. （原始内容存档于2023-10-06） （日语）.
22. ↑  . マイナビニュース. 2020-09-24  [2023-06-07]. （原始内容存档于2023-06-07） （日语）.
23. 1 2  . ULTRAMAN CONNECTION.   [2022-03-29]. （原始内容存档于2022-07-15）.
24. ↑  . MANTANWEB（まんたんウェブ）. 2021-09-25  [2023-06-07]. （原始内容存档于2023-04-02） （ja-JP）.
25. ↑  Inc, Natasha. . 映画ナタリー.   [2023-06-07]. （原始内容存档于2023-06-08） （日语）.
26. . まんたんウェブ. 2021-09-25  [2021-09-25]. （原始内容存档于2023-04-02）.

## 外部連結
- ULTRA GALAXY FIGHT: NEW GENERATION HEROES 【公式】『ウルトラギャラクシーファイト ニュージェネレーションヒーローズ』
- ULTRA GALAXY FIGHT THE ABUSOLUTE CONSPIRACY 【公式】『ウルトラギャラクシーファイト 大いなる陰謀』
- 《超人力霸王系列》萬代官網 （页面存档备份，存于）（日語）
- 《超人力霸王系列》官方推特 （页面存档备份，存于）（日語）
- 奥特曼中国官方微博（中文）
- 《超人力霸王系列》台灣地區官方臉書專頁 （页面存档备份，存于）（中文）